# سيرانيسي
سيرانيسي هي (بلدية) في مدينة جنوة الحضرية في منطقة ليغوريا الإيطالية ، وتقع على بعد حوالي 11 كيلومتر (7 ميل) شمال غرب جنوة .
تشمل بلدية سيرانيسي أيضا ضريح إن إس ديلا جوارديا، الأهم ضريح ماريان في ليغوريا.
تقع سيرانيسي على حدود البلديات التالية: بوسيو, كامبومورون, جنوة.

## روابط خارجية
- الموقع الرسمي